# 선사 미술
다음은 선사시대의 미술에 관한 내용이다.

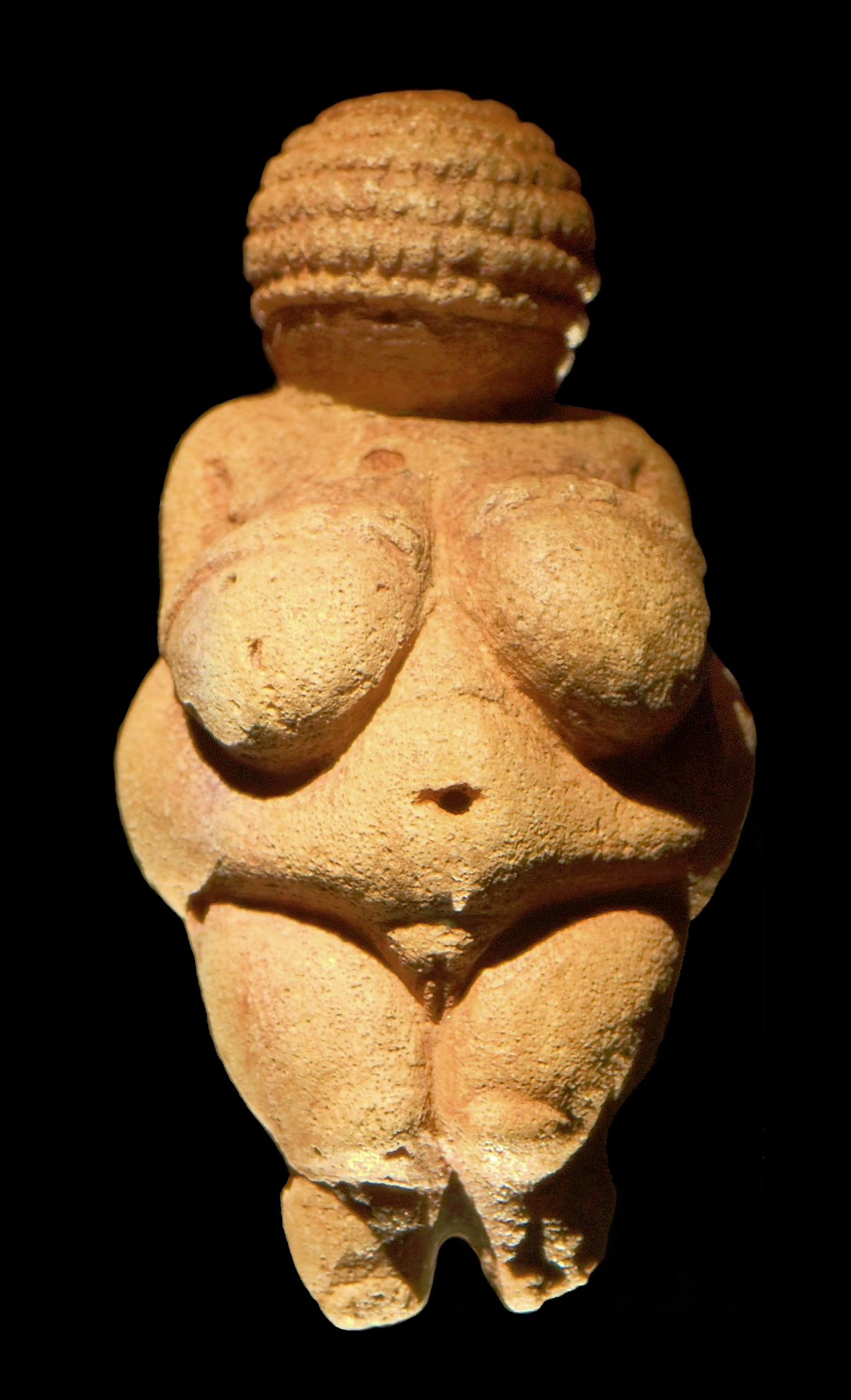

인간이 두 발로 일어서게 되고, 그럼으로써 자유로워진 손으로 도구를 만들 수 있게 되었을 때, 인류의 미술활동은 그 싹이 텄다. 구석기시대의 사람들은 갖가지 도구를 돌로 만들었는데 그 석기는 처음에는 조잡한 것이었으나 차츰 정교한 것이 되어 갔다. 이미 수십만년 전에 아슐기(期)의 망치에는 좌우가 균제(均齊)의 것이 있으나, 그와 같은 석편(石片)의 도구류 이외에 회화(繪畵)나 조각 같은 것으로서 구석기시대의 전기 및 중기 사람들이 남겨놓은 것은 아무것도 없다. 그렇기 때문에 인류의 미술작품으로서 가장 오래된 것은 지금으로부터 수만년 전, 구석기시대 후기인 오리냐크기(期)의 것이다.

## 프랑코 칸타브리아 미술
오리냐크기(기원전 3만9천년경부터 기원전 2만5천년경까지), 솔류트레기(기원전 2만5천년경부터 기원전 2만년경까지), 막달레니아기(기원전 2만년경부터 1만년경까지)에 걸쳐서 많은 회화와 선각화(線刻畵), 그리고 부조(浮彫)와 조각이 만들어졌다. 이것들은 서남·프랑스와 북에스파냐의 칸타브리아 지방을 중심으로 서쪽은 영국에서 동쪽은 바이칼 호반(湖畔)까지, 북쪽은 북독일에서 남쪽으로는 시칠리아섬까지 널리 분포되어 있다. 이것을 제작한 사람들은 수렵채집민(狩獵採集民)이었다. 그들은 아직 농경이나 목축을 알지 못하여 야생동물을 잡고 나무열매를 따며 물고기나 조개를 잡아서 그들의 목숨을 이어갔지만 주식은 야수(野獸)의 살코기였다. 따라서 그들의 미술은 본질적으로 동물화(動物畵)이다. 즉 구석기시대 미술의 주제는 그들이 특히 포획하고자 했던 동물에 집중되어 있어서 자연현상이나 산천초목을 표현하려는 시도는 전혀 볼 수 없다. 따라서 이들 회화나 조각은 특정한 동물을 잡고 싶다는 구석기인의 소망을 표현한 것이다. 그리하여 거기에서 다음과 같은 특색이 생긴다. 즉 묘사되는 동물은 살집이 좋은, 성숙한 동물뿐이라는 것, 새끼 밴 동물이나 발정(發情)한 동물이 가끔 나타난다는 것, 상처를 입은 동물의 묘사가 많다는 것이다. 또한 벽화에 인간이 표현되는 일은 드물고, 있다고 해도 그것은 반인간(半人間)·반동물의 가장(假裝) 인물로 표현된다는 것이다. 부조와 조각에는 인간이 그 본연의 모양으로 나타나지만 모두가 여성이고 더욱이 나체로 유방·복부·둔부가 현저하게 과장되어 있다. 이러한 사실은 구석기시대 미술이 주술적(呪術的)인 목적에서 만들어졌다는 것을 나타내고 있다.

## 암면 부조
직접·간접으로 일광이 비치는 암면에 새겨진 것으로 모두 부조이다. 오리냐크기에는 로셀의 몇 개의 나부(裸婦) 부조와 솔류트레기에는 르로크드 세르의 양감(量感)이 풍부한 많은 동물부조, 그리고 막달레니아의 앙글 슐 랑글랑과 라 마들렌 동굴의 우아한 나부 부조가 있다.

## 동산 미술
손으로 운반할 수 있는 소미술(小美術)을 말하는데 독립된 돌이나 뼈 등으로 만들어진 환조조각(丸彫彫刻)이나 갖가지 공작품에 그린 회화·선각화 부조 따위가 있다. 이른바 '비너스 상(像)'이라고 불리는 환조의 여성 나상(裸像)은 유방·복부·둔부가 두드러져 있다. 이들은 인종적 특징을 표현한 것이 아니고 임신부를 재현한 것으로 출산의 주술(呪術)에 관계되는 일종의 부적(符籍)이다. 또한 주술 의례에 사용되었으리라고 여겨진다. 특수한 구멍 뚫린 막대기(지휘봉)가 300개 이상이나 발견되고 있다. 더욱이 회화 연습을 위하여 스케치한 작은 돌멩이가 특정한 유적에서 대량으로 발견되는데, 이것으로 당시에 어느 정도 조직적으로 스케치 연습이 행해졌다는 것을 추측할 수 있다.

## 중석기시대의 미술
지금부터 1만년쯤 전부터, 즉 막달레니아기 후기부터 중석기시대에 걸쳐 기후가 현저하게 온화해져서 북구(北歐)나 북러시아의 빙하가 녹기 시작하였다. 해빙(解氷)과 더불어 해면이 상승, 브리튼섬과 시칠리아섬은 대륙과 유리되어 섬이 되었다. 이와 같은 기후의 변화로 인하여 추운 기후를 좋아하는 순록이나 매머드는 북쪽으로 이동하기 시작하였다. 당시의 사람들은 전적으로 야수의 살코기로 주식을 삼았기 때문에 동물의 이동은 당연히 그들의 생활에 큰 영향을 주었다. 그리하여 사람들이 선택한 방법은 북상(北上)하는 동물의 집단을 따라 북유럽으로 이주하는 것과 그곳에 그대로 머물러서 새로이 무성해진 숲 속에 사는 작은 동물을 포획한다든지 패류(貝類)의 채집에 의하여 목숨을 이어 나가는 것이었다.

## 북극 미술
북상하는 동물군(動物群)들을 따라서 북유럽으로 이주한 사람들이 스칸디나비아 반도와 북러시아에 남긴 것이 북극 미술이다. 그들의 생활양식은 구석기시대의 사람과 같았기 때문에 당시의 미술도 프랑코 칸타브리아(Franco Cantabria) 미술의 전통을 농후하게 이어받고 있다. 즉 암벽화(岩壁畵)를 애호하였고, 특히 그 양식이 자연주의적이며 또 골각기(骨角器)가 많이 만들어졌던 것이다. 북극 미술의 주제는 야생동물과 물고기인데 모두가 각화(刻畵)이다. 유적은 50개 소쯤 있는데 특히 노르웨이에 많다. 그 제작 연대는 기원전 5000년경부터 시작하여 기원전 1600년경까지 계속되었다.

## 레반트 미술
동에스파냐의 레반트 지방에도 후빙기에 있어서 암면(岩面)에 많은 벽화가 그려졌다. 그것들은 북극 미술과 달리 채화(彩畵)이며, 동물뿐만 아니고 인물의 묘출이 보편적이다. 양식화된 인물상은 단독으로서가 아니고 사회 생활을 하는 인간의 모습을 표현한 것이다. 사냥꾼과 동물이 여러 형태로 접하는 수렵도·전투도, 여자들이 윤무하는 무용도와 벌의 꿀 채집 등이다. 제작시기는 대체로 기원전 8000년경에서 기원전 3000년경까지이다. 연대적으로 보아 초기의 회화에서는 동물이 리얼하게 표현되지만 입체성은 별로 없다. 시대가 내려옴에 따라 안쪽의 다리는 모습이 사라지고 실루엣풍의 표현으로 발전해 이윽고 원근표현은 전혀 없어져 버린다. 다음 단계에서는 인물상이 많이 나타나지만 모두가 현저하게 데포르메(변형)되고 양식화된다. 색채는 통례적으로 적색 또는 흑색의 단색이다.

## 신석기시대의 미술
수천년의 중석기시대를 거쳐 인류의 문화는 정착하여, 농경 내지는 목축 생활과 마제(摩製)석기 및 토기 제작으로 특색지워지는 신석기시대로 접어든다. 그 무렵의 미술적 유품으로는 북부아프리카와 남부 아프리카에 널리 분포된 암벽화와 이집트·메소포타미아, 유럽 각지의 토기·우상(偶像)·인장(印章), 그리고 유럽의 거석(巨石) 기념물 등을 들 수 있다.

## 북부 아프리카의 암벽화
소위 대(大)사하라 지역의 각 지방 즉, 타시리 니제르·페잔·아하가르·아드랄 데 지포라스·아일·티베스티·에네디의 각 산계(山系)의 방대한 암면 채화와 각화(刻畵)가 분포되어 있다.
그것의 조사는 이제 시작한 데 불과하지만 수천년 전의 중석기시대부터 아랍의 침입을 받은 역사시대까지 오랫동안 그려져 내려온 듯하다. ⑴ 고졸시대(古拙時代) ― 코끼리·하마·물소·영양(羚羊) 등 야생의 동물을 단독으로 묘사하던 시대와 ⑵ 수렵민(狩獵民)의 시대 ― 둥근 머리를 가진 인물을 특색으로 하는 회화로 시대의 경과에 따라 더욱 양식화되었다. 원두인물(圓頭人物)의 신체에 흉터를 만들었다든지 가면을 쓰고 있는 자가 있는 것으로 보아 이 시기의 벽화는 흑인이 그렸다고 여겨진다. ⑶ 소(牛)의 시대 ― 대규모의 소의 목축이 이 지방에서 행하여진 시대의 것으로 주제는 소와 양의 방목(放牧), 수렵·전투·무용·사랑·가사(家事) 등 당시 일상생활의 갖가지 양상이다. 이 시기는 기원전 3500년경부터 기원전 1500년경까지 계속되었다. 작자는 현존하는 퓰베족(族)의 조상이지만 그들은 동아프리카에서 사하라 지역으로 왔고, 다시 이 지방이 건조하게 되자 현재의 나이저(Niger)강 유역에 이주하였다. ⑷ 말(馬)의 시대 ― 아시아에서 이집트로 말을 가지고 간 것은 기원전 1700년경이나 그로부터 조금 뒤진 사하라 지역에도 말이 유입되었다. 이 말의 그림이 전차(戰車)의 그림과 더불어 각지에 남겨져 있다. ⑸ 낙타의 시대 ― 사막의 여행은 말보다 낙타가 유용한 것으로 낙타의 그림은 널리 분포되어 있다.
낙타는 기원전 200년경에 아시아에서 들어온 것이어서 이들의 벽화는 그 이후에 속한다. ⑹ 아라보 베르베르 시대－아랍인의 사하라 침입은 11∼12세기이지만 낙타와 함께 아랍 문자가 암벽화에 나타나게 되어 역사시대로 접어든다.

## 부시맨의 암벽화
남부 아프리카의 북쪽은 탄자니아에서 잠비아(Zambia)와 로디지아(Rhodesia)를 거쳐 남쪽은 케이프타운까지, 서쪽은 남서 아프리카의 대서양 연안에서 동쪽은 인도양 연안까지 많은 암면 채화와 각화가 분포되어 있다.
그것은 현재 칼라하리 사막으로 물러가 고립된 부시맨족의 조상에 의하여 그려진 것으로 수렵·채집민의 미술이다. 주제는 각종 동물의 수렵·어로·무용·매장(埋葬)·기우(祈雨) 등이다. 양식의 변천에 대해서는 5∼6개의 시기로 구분할 수가 있으나 가장 오래된 벽화는 기원전 4000년까지 소급할 수가 있고 최신의 것은 19세기에 속한다.

## 거석 문화
지중해의 여러 섬에서 대서양 연안 지역, 나아가서 유틀란트 반도·북독일·남스칸디나비아 등 넓은 지역에 거대한 돌로 구축된 건조물(建造物)이 많이 남겨져 있다. 그것은 일반적으로 거석기념물이라 칭하고 있으나 형상·구조·성격이 서로 다른 여러 종류가 있다. 가늘고 긴 자연석을 수직으로 세운 멘히르, 거기에다 남자나 여자의 모습을 부조한 멘히르인상(人像), 그리고 많은 멘히르를 직선상으로 가지런히 세운 알리뉘망, 원형으로 가지런히 놓인 크롬레크, 네개의 돌 위에 한장의 거대한 평석(平石)을 얹어 놓은 고인돌, 두 개의 멘히르 위에 옆으로 한개의 돌을 얹어 놓아 문형(門形)으로 된 트리리튼과 묘도(墓道)에 붙은 석실(石室) 등이다.
제작 시기는 지역에 따라 차이가 있지만 에스파냐에서는 기원전 2400년경이고 독일에서는 기원전 2000년 전반에 만들어졌다.

## 청동기·철기시대의 미술
유럽에서는 기원전 3000년대 후반 내지 기원전 2000년대 초두에 동기(銅器)·청동기시대로, 전 1000년대 초두에 철기시대로 접어들고, 미술적 유품으로서는 스칸디나비아 반도 남부의 도형적(圖形的)·추상적인 암벽화와 게르만·켈트·스키타이·르리스탄 등의 갖가지 무기구(武器具), 생활용구와 조각, 사르데냐섬의 인상(人像) 조각과 석조 건축 등이 있다. 유럽에 있어서 철기 문명은 초기의 할슈타트기(期)와 후기의 라 텐기로 분리되며, 금속제의 작품은 정교하고 석제의 인상에는 완전한 생명이 넘치고 있다. 이들 가운데 켈트 미술의 특질은 그후 로마 시대를 거쳐 중세 미술에도 이어져 조형적 기반을 이뤘다. 또 사르데냐섬에는 느라기라 불리는 독특한 석조 건축 가운데 반추상(半抽象)풍인 인상을 모셔 두어 지중해 세계에서는 매우 독자적인 위치를 차지하고 있다.